# Saccacoelioides beauforti
Saccacoelioides beauforti är en plattmaskart. Saccacoelioides beauforti ingår i släktet Saccacoelioides och familjen Haploporidae. Inga underarter finns listade i Catalogue of Life.